# Providentissimus Deus
Providentissimus Deus — Sobre o Estudo das Sagradas Escrituras — foi uma carta encíclica emitida pelo Papa Leão XIII em 18 de novembro de 1893. Nela, ele revisou a história do estudo da Bíblia desde os tempos dos Pais da Igreja até o presente, falou contra os erros dos racionalistas e dos "críticos mais elevados", e destacou os princípios do estudo das escrituras e diretrizes sobre como as escrituras deveriam ser ensinadas nos seminários. Ele também abordou questões de aparentes contradições entre a Bíblia e a ciência física, ou entre uma parte da escritura e outra, e como essas aparentes contradições podem ser resolvidas. 

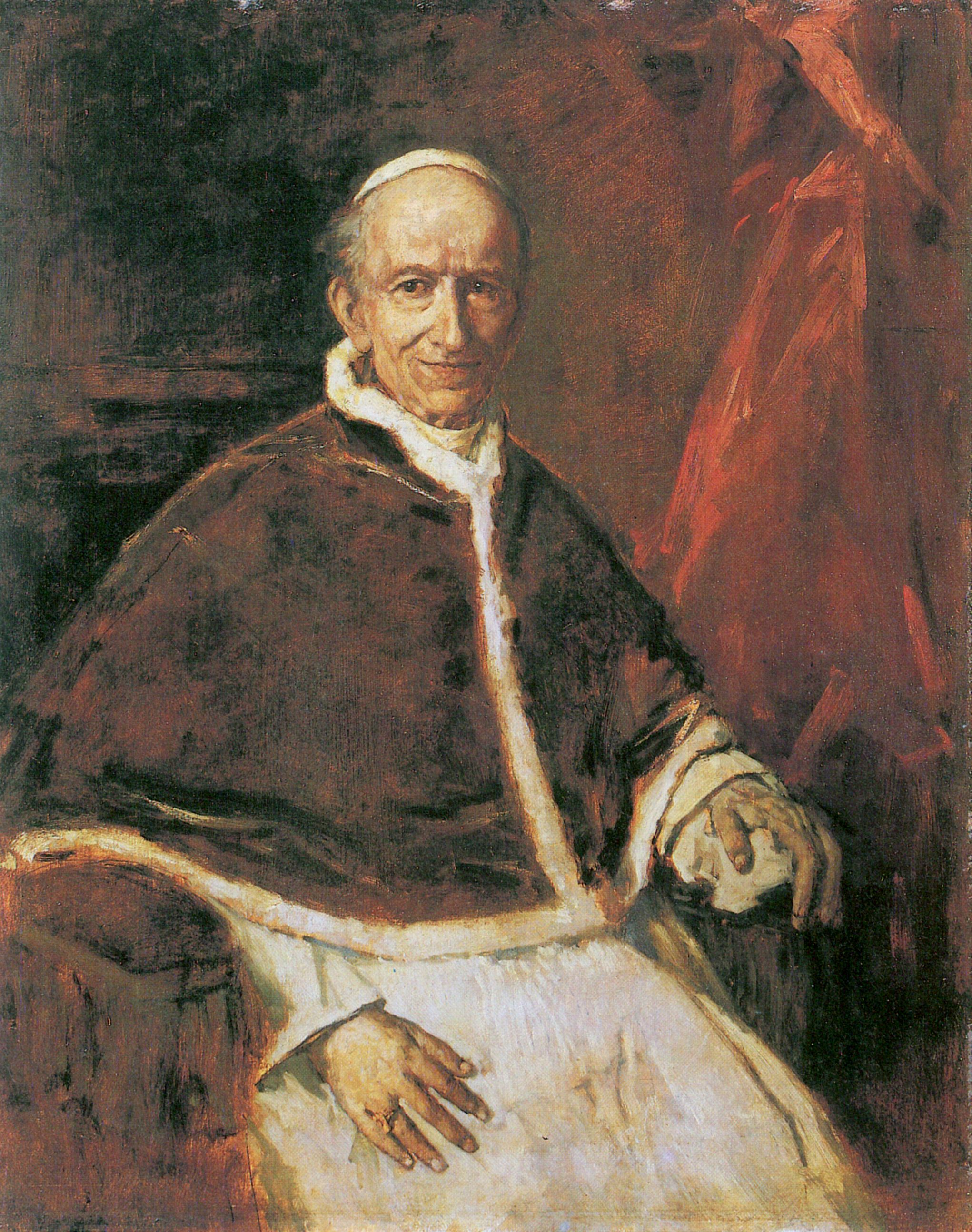
Leão XIII, 1885

## Contexto
Providentissimus Deus seguiu os esforços anteriores do Papa Leão para promover a educação católica. Em 1878, ele incentivou o estudo da história e da arqueologia. A encíclica Aeterni Patris, de 1879, promoveu o estudo da filosofia escolástica. Em 1887, ele incentivou o estudo das ciências naturais e, em 1891, abriu o Observatório do Vaticano.
Os estudos católicos nos séculos XVII e XVIII evitaram o uso de metodologia crítica por causa de suas tendências racionalistas. As revoluções políticas frequentes, a amarga oposição do “liberalismo” à igreja e a expulsão de ordens religiosas da França e da Alemanha fizeram com que a igreja suspeitasse das novas correntes intelectuais do período.
Em 1892, Papa Leão XIII autorizou a École Biblique em Jerusalém, a primeira escola católica dedicada especificamente ao estudo crítico da Bíblia. Na virada do século XX, a atitude católica oficial em relação ao estudo das Escrituras Sagradas era de um avanço cauteloso e, ao mesmo tempo, de uma crescente apreciação do que prometeria para o futuro. Com Providentissimus Deus, o Papa Leão deu a primeira autorização formal para o uso de métodos críticos nos estudos bíblicos. Em 1902, o Papa Leão XIII instituiu a Comissão Bíblica Pontifícia, que deveria adaptar os estudos bíblicos católicos romanos aos estudos modernos e proteger as Escrituras contra-ataques.

## Conteúdo
A encíclica contém uma polêmica contra o racionalismo e uma defesa da autoria, inspiração e inerrância divinas.  Leão respondeu a dois desafios à autoridade bíblica, os quais surgiram durante o século XIX. 
O método histórico-crítico de analisar as escrituras questionava a confiabilidade da Bíblia. Papa Leão XIII reconheceu a possibilidade de erros introduzidos pelos escribas, mas proibiu a interpretação de que apenas algumas das escrituras são inerrantes, enquanto outros elementos são falíveis. O Papa condenou o uso que certos estudiosos fizeram de novas evidências, referindo-se claramente a Alfred Firmin Loisy e Maurice d´Hulst, embora não pelo nome. "Aqueles que sustentam que um erro é possível em qualquer passagem genuína dos escritos sagrados, pervertem a noção católica de inspiração ou fazem de Deus o autor de tal erro". O Papa então cita Agostinho: "E se, nesses livros, encontrar algo que pareça contrário à verdade, não hesitarei em concluir que o texto está com defeito ou que o tradutor não expressou o significado da passagem, ou que eu mesmo não entendo."
"Mas, por esse motivo, ele não deve considerar que é proibido, quando existir justa causa, empurrar a investigação e a exposição além do que os Padres fizeram; desde que ele observe cuidadosamente a regra tão sabidamente estabelecida por Santo Agostinho — para não se afastar de o sentido literal e óbvio, exceto apenas onde a razão a torna insustentável ou a necessidade exige." O Papa argumentou que, como ciência e teologia são disciplinas separadas, elas não se contradizem, desde que os estudiosos mantenham suas respectivas áreas de especialização. O cientista não deve ver os escritores bíblicos explicando o mundo visível, pois essa não era sua intenção. Os estudiosos da Bíblia devem estar cientes de que os escritores podem ter usado linguagem figurada ou descrições das aparências. O Papa endossou o estudo das línguas orientais e da arte da crítica. 
A princípio, conservadores e liberais encontraram elementos na encíclica à qual recorrer. Durante a década seguinte, no entanto, o modernismo se espalhou e a encíclica foi cada vez mais interpretada em um sentido conservador. Esta encíclica fazia parte de um conflito contínuo entre modernistas e conservadores. "… [É] mais apropriado que os professores das Sagradas Escrituras e teólogos dominem aquelas línguas nas quais os Livros sagrados foram originalmente escritos; …"

## Divino Afflante Spiritu
Em 30 de setembro de 1943, o papa Pio XII publicou sua encíclica, Divino Afflante Spiritu (“Inspirado pelo Espírito Divino”), em comemoração ao Providentissimus Deus. 